# Pitkäjärvi (sjö i Finland, Nyland)
Pitkäjärvi är en sjö i Lojo stad i Finland.   Den ligger i landskapet Nyland, i den södra delen av landet, 60 km väster om huvudstaden Helsingfors. Pitkäjärvi ligger 40,8 meter över havet. I omgivningarna runt Pitkäjärvi växer i huvudsak blandskog. Arean är 3,3 kvadratkilometer och strandlinjen är 21,97 kilometer lång. Sjön  ingår i Karisåns huvudavrinningsområde. 